# Вивільга бура
Вивільга бура (Oriolus szalayi) — вид співочих птахів родини вивільгових (Oriolidae).

## Поширення
Вид поширений в Новій Гвінеї і прилеглих островах на захід від неї (Вайгео, Батанта, Салават, Місоол). Мешкає у тропічних вологих лісах і мангрових лісах.

## Опис
Довжина тіла близько 28 см. Вага тіла 79–115 г.